# Universitas Gunadarma

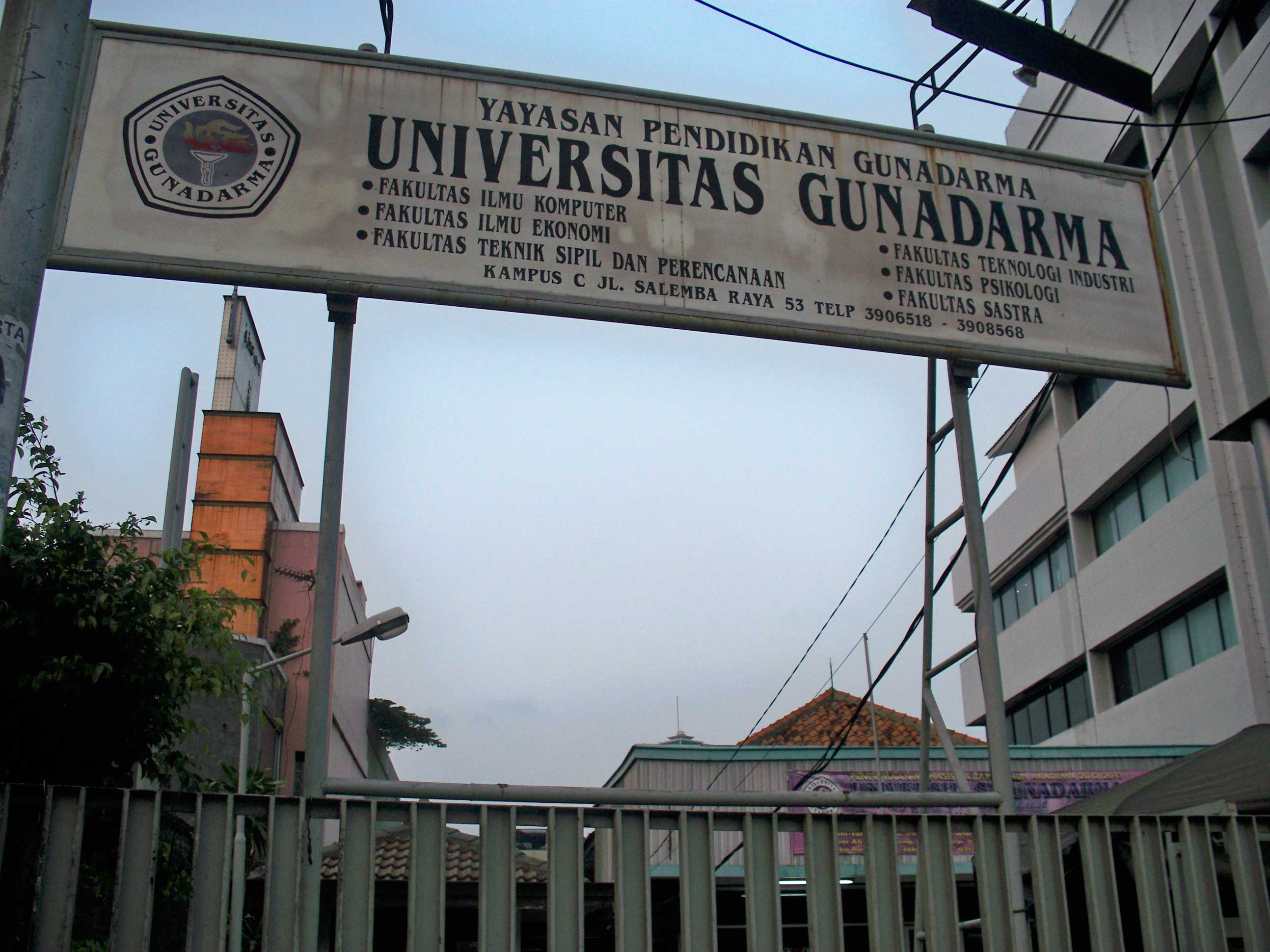
Universitas Gunadarma, Kampus C (2012)

Die Universitas Gunadarma (Kurz GUNDAR,UG), oder allgemein UG genannt, ist eine der privaten Universitäten in Indonesien. Der Hauptcampus befindet sich in Depok, West-Java.

## Geschichte
Am 7. August 1981 wurde in Jakarta das Computer Science Education Program (PPIK) gegründet, das drei Jahre später in die Gunadarma School of Informatics and Computer Management (STMIK) umgewandelt wurde. Sechs Jahre später, genauer gesagt am 13. Januar 1990, wurde das Gunadarma College of Economics (STIE Gunadarma) gegründet.
1993 eröffneten STMIK und STIE einen Masterstudiengang mit Schwerpunkt Informationssystemmanagement für STMIK und einen Master in Management für STIE. Darüber hinaus hat S.K. Generaldirektor für Hochschulbildung Nr. 92/Kep/Dikti/1996 vom 3. April 1996, STMIK und STIE Gunadarma fusionierten zur GUNADARMA UNIVERSITY zusammen mit vier neuen Fakultäten, nämlich der Fakultät für Industrietechnologie, der Fakultät für Bauingenieurwesen und Planung und der Fakultät für Psychologie und Fakultät für Literatur.[1] Zu Beginn des neuen Jahrtausends eröffnete die Universität Gunadarma mit Genehmigung des Generaldirektors für Hochschulbildung des Bildungsministeriums der Republik Indonesien Nr. 55/DIKTI/2000 ein Doktorandenprogramm in Wirtschaftswissenschaften, dem die Eröffnung des Doktoratsstudiums in Informationstechnologie folgte Programm basierend auf der Genehmigung des Generaldirektors für Hochschulbildung, Bildungsministerium der Republik Indonesien Nr. 3716/P/T/2002. Die Gunarma-Universität wurde mit der A-Akkreditierung ausgezeichnet und steht in der indonesischen Webometrischen Version im Jahr 2022 auf Platz 17.

## Fakultäten und Studiengänge
Die Fakultäten und Studienprogramme an der Gunadarma University sind wie folgt:
| eben                    | Fakultät                                   | Studienprogramm                           |
| ----------------------- | ------------------------------------------ | ----------------------------------------- |
| Diplom/Berufsausbildung | Buchhaltung                                | D3 Buchhaltung                            |
| Diplom/Berufsausbildung | Geburtshilfe                               | D3 Hebammenwesen                          |
| Diplom/Berufsausbildung | Diplomprogramm für Informationstechnologie | D3 Informatikmanagement                   |
| Diplom/Berufsausbildung | Entrepreneurship Business Diploma-Programm | D3 Finanzmanagement                       |
| Diplom/Berufsausbildung | Entrepreneurship Business Diploma-Programm | D3 Marketingmanagement                    |
| Diplom/Berufsausbildung | Diplomprogramm für Informationstechnologie | D3 Technische Informatik                  |
| Bachelor                | Literatur                                  | Englische Literatur                       |
| Bachelor                | Literatur                                  | Chinesische Literatur                     |
| Bachelor                | Literatur                                  | Tourismus                                 |
| Bachelor                | Medizin                                    | Medizin                                   |
| Bachelor                | Pharmazie                                  | Pharmazie                                 |
| Bachelor                | Psychologie                                | Psychologie                               |
| Bachelor                | Kommunikationswissenschaften               | Kommunikationswissenschaften              |
| Bachelor                | Informatik und Informationstechnologie     | Informationssysteme                       |
| Bachelor                | Informatik und Informationstechnologie     | Computersystem                            |
| Bachelor                | Wirtschaft                                 | Management                                |
| Bachelor                | Wirtschaft                                 | Buchhaltung                               |
| Bachelor                | Wirtschaft                                 | Scharia-Ökonomie                          |
| Bachelor                | Bauingenieurwesen und Planung              | Tiefbau                                   |
| Bachelor                | Bauingenieurwesen und Planung              | Die Architektur                           |
| Bachelor                | Bauingenieurwesen und Planung              | Innenarchitektur                          |
| Bachelor                | Industrielle Technologie                   | Informatik                                |
| Bachelor                | Industrielle Technologie                   | Elektrotechnik                            |
| Bachelor                | Industrielle Technologie                   | Maschinenbau                              |
| Bachelor                | Industrielle Technologie                   | Wirtschaftsingenieurwesen                 |
| Bachelor                | Industrielle Technologie                   | Agrartechnologie                          |
| Postgraduierter         | Wirtschaft                                 | Doktor der Wirtschaftswissenschaften      |
| Postgraduierter         | Psychologie                                | Doktor der psychologischen Wissenschaften |
| Postgraduierter         | Informatik und Informationstechnologie     | Doktor der Informationstechnologie        |
| Postgraduierter         | Kommunikationswissenschaften               | Master of Communication Studies           |
| Postgraduierter         | Wirtschaft                                 | Master of Management                      |
| Postgraduierter         | Psychologie                                | Master der Psychologie                    |
| Postgraduierter         | Psychologie                                | Master of Professional Psychology         |
| Postgraduierter         | Literatur                                  | Master der englischen Literatur           |
| Postgraduierter         | Informatik und Informationstechnologie     | Master of Information Systems Management  |
| Postgraduierter         | Industrietechnik                           | Master of Electrical Engineering          |
| Postgraduierter         | Bauingenieurwesen und Planung              | Master of Civil Engineering               |